# Ральф-авеню (линия Фултон-стрит, Ай-эн-ди)
|   |     |     |     |     |   |
| · | · л | · э | · э | · л | · |

|   |     |     |     |     |   |
| · | · л | · э | · э | · л | · |

«Ральф-авеню» (англ. Ralph Avenue) — станция Нью-Йоркского метрополитена, расположенная на линии Фултон-стрит, Ай-эн-ди. Станция находится в Бруклине, в районе Бедфорд-Стайвесант, на пересечении Фултон-стрит и Ральф-авеню. На станции останавливаются маршруты A (ночью) и C (круглосуточно, кроме ночи). Станцию проходит без остановки маршрут A (круглосуточно, кроме ночи).
Станция представлена четырьмя путями и двумя боковыми платформами, обслуживающими только локальные пути. Станция отделана в бордовых тонах. Помимо чёрных табличек на колоннах название станции представлено ещё и на стенах в виде мозаики.
Станция имеет единственный выход, расположенный с восточного конца платформы. Лестницы с каждой платформы ведут в мезонин, расположенный выше. Здесь находится турникетный павильон. Такое расположение турникетов даёт возможность бесплатного перехода между платформами. Мезонин длинный — по всей длине платформ. Раньше существовал выход с западного конца станции — на перекрёсток Фултон-стрит и Ховард-авеню. Выход закрыт, но не снесён.

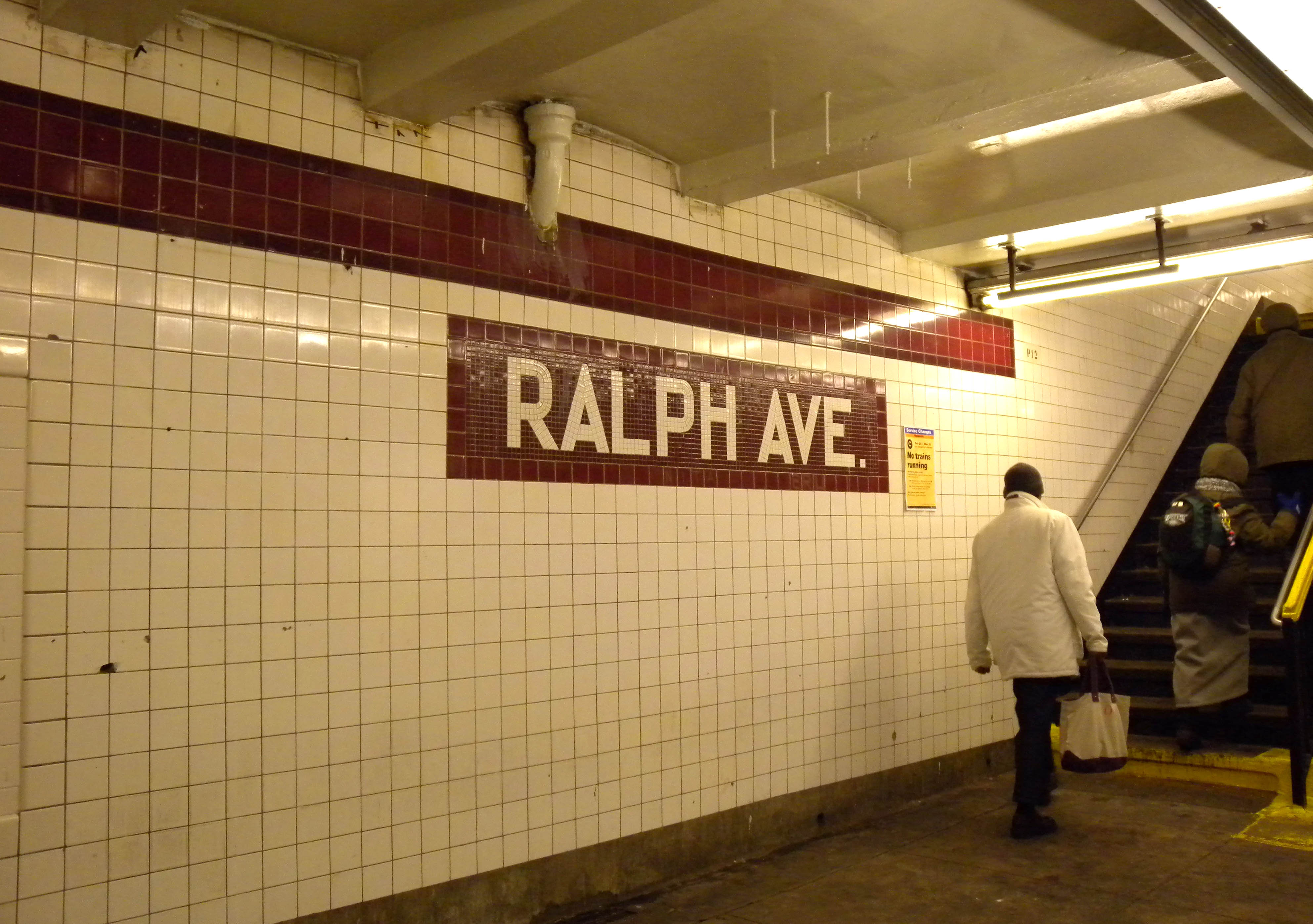
Южная платформа